# La Descente de croix au flambeau
La Descente de croix au flambeau (néerlandais : De kruisafname bij fakkellicht) est une gravure de Rembrandt exécutée en 1654. Répertoriée sous la notation B. 83, on n'en connaît qu'un état. Elle est conservée au Rijksmuseum d'Amsterdam et au British Muséum à Londres.
Elle est « une des gravures de Rembrandt les plus dramatiques. »

## Histoire
Il n'y a qu'un seul état de la plaque. On suppose que Rembrandt l'a gravée en une seule opération, soit spontanément, soit pressé par le temps. Il n'utilise que peu la pointe sèche, et rend les surfaces sombres, qui prédomine, par un réseau de traits longs et profonds.
Elle est signée et datée de Rembrandt en bas à droite : « Rembrandt. f 1654 ». Il en existe plusieurs impressions tardives, sur le papier japonais que Rembrandt emploie de plus en plus à la fin des années 1650.
La plaque a été modifiée après la mort de l'artiste, dans le rendu des ombres. 

## Description
La scène représentée clôt la Passion (Mat. 27: 57-61). Plusieurs personnages descendent à l'aide d'un drap le Christ de la Croix, à la lumière d'une torche tenue par un homme, sur la gauche de l'image, près des pieds du crucifié. Une civière, couverte d'un autre drap, attend le corps. Des bâtiments se détachent dans un arrière-plan sombre.
La scène principale n'est pas au centre de la gravure, mais dans sa partie gauche. L’œil est cependant inéluctablement attiré sur la civière, en contrebas, et sait que le moment de la mise au tombeau est venu. Sous la torche, la seule source de lumière, le pied droit du Christ est encore percé d'un clou. 
Sur la droite, la face dans l'ombre, Joseph d'Arimathie est à genoux. Au centre, un des hommes lève le bras pour recevoir le corps, et sa main se détache dans le faisceau de la torche. Elle est comme tendue vers le visage du Christ mort.